# 斯波爾利山
斯波爾利山（英語：Mount Sporli），是南極洲的山峰，位於埃爾斯沃思地，處於德里斯科爾冰川源頭東面的先驅高地，海拔高度2,255米，由明尼蘇達大學地質學會繪入地圖，以地質學家命名，現時由南極條約體系管理。